# Kanton Saint-Nazaire-2
Der Kanton Saint-Nazaire-2 (bretonisch Kanton Sant-Nazer-2) ist seit 2015 ein französischer Wahlkreis im Arrondissement Saint-Nazaire, im Département Loire-Atlantique und in der Region Pays de la Loire; sein Hauptort ist Saint-Nazaire.

## Geschichte
Der Kanton entstand bei der Neueinteilung der französischen Kantone im Jahr 2015. Die Gemeinden gehörten früher zu den Kantonen Montoir-de-Bretagne (alle 4 Gemeinden des bisherigen Kantons), Pontchâteau (Besné), Saint-Nazaire-Est und Saint-Nazaire-Centre (östlicher Teil der Stadt Saint-Nazaire).

## Lage
Der Kanton liegt Westen des Départements Loire-Atlantique.

## Gemeinden
Der Kanton Saint-Nazaire-2 umfasst 5 Gemeinden und die Quartiere in der Osthälfte der Stadt Saint-Nazaire.
| Gemeinde               | Gallo                | Bretonisch           | Einwohner (2022) | Fläche (km²) | Code postal | Code Insee |
| ---------------------- | -------------------- | -------------------- | ---------------- | ------------ | ----------- | ---------- |
| Besné                  | Bèsnét               | Gwennenid            | 3.317            | 17,54        | 44160       | 44013      |
| Donges                 | Donj                 | Donez                | 8.117            | 48,5         | 44480       | 44052      |
| Montoir-de-Bretagne    | Montoér              | Mouster-al-Loc'h     | 7.289            | 36,79        | 44550       | 44103      |
| Saint-Malo-de-Guersac  | Saent-Malo-de-Gersac | Sant-Maloù-Gwersac'h | 3.221            | 14,62        | 44550       | 44176      |
| Saint-Nazaire          | Saent-Nazaèrr        | Sant-Nazer           | 23.053           | 6,07         | 44600       | 44184      |
| Trignac                | Trinyac              | Trinieg              | 8.234            | 14,38        | 44570       | 44210      |
| Kanton Saint-Nazaire-2 | Saent-Nazaèrr-2      | Sant-Nazer-2         | 53.231           | 137,90       | -           | 4427       |

1. ↑  Nur der östliche Teil der Gemeinde, der Rest gehört zum Kanton Saint-Nazaire-1.

## Politik
Im 1. Wahlgang am 22. März 2015 erreichte keines der sieben Wahlpaare die absolute Mehrheit. Bei der Stichwahl am 29. März 2015 gewann das Gespann Philippe Grosvalet/Lydia Meignen (beide PS) gegen Jean-Claude Blanchard/Lydia Poirier (beide FN) mit einem Stimmenanteil von 68,32 % (Wahlbeteiligung:45,15 %).
| Vertreter im conseil général des Départements | Vertreter im conseil général des Départements | Vertreter im conseil général des Départements |
| Amtszeit                                      | Name                                          | Partei                                        |
| --------------------------------------------- | --------------------------------------------- | --------------------------------------------- |
| 2015–2021                                     | Philippe Grosvalet Lydia Meignen              | PS                                            |
| 2021–                                         | Jean-Luc Séchet Lydia Meignen                 | PS                                            |